# Departament dels Apenins
El departament dels Apenins va ser un departament francès creat el 4 de juny de 1805 al nord-oest de l'actual Itàlia i incorporat al Primer Imperi Francès de Napoleó I. La ciutat de Chiavari n'era la prefectura.